# Robert Pikelny
Robert Pikelny (ur. 9 lutego 1904 w Łodzi, zm. 23 lipca 1986 w Paryżu) – polski malarz pochodzenia żydowskiego, tworzący we Francji, związany ze środowiskiem École de Paris.

## Życiorys
Urodził się w rodzinie polskich zasymilowanych Żydów, którzy w 1908 przeprowadzili się do Moskwy. Pierwsze zainteresowanie malarstwem przeżywa po wizycie w Galerii Trietiakowskiej. W swoim pokoju zawiesił na ścianach reprodukcje Ilii Riepina, Wasilija Surikowa i Waletina Sierowa. Po rozpoczęciu nauki malarstwa na jego twórczość wpłynie działalność ruchu „Le Valet de Carreau”, do którego należał Ilja Maszkow, który był pierwszym nauczycielem Roberta Piekielnego. Ruch ten skupiał w swoich szeregach zafascynowanych fowizmem i kubizmem. Tam też poznał Aleksandra Szewczenko, który tworzył pod wpływem Cézanne’a i zafascynował młodego malarza Paryżem. W 1922 Robert Piekielny wyjechał do Wiednia, a następnie do Berlina. Tam poznał pochodzącego z Rosji Iwana Puni (późniejszego Jeana Pougny), obu twórców połączyła wieloletnia przyjaźń. Razem w 1923 przenieśli się do Paryża, a tam wspólnie zamieszkali przy Moulin de Beurre. Jean Pougny wprowadził Roberta Pikelnego do grona twórców skupionych w Rosyjskim Towarzystwie Artystów, tam poznał Isaaka Païlesa, Michaiła Kikoina oraz Vladimira Naïditcha oraz Osipa Lubitcha, z którymi nawiązał bliższą znajomość. Znalazł zatrudnienie przy ilustrowaniu czasopism i książek. Na początku lat 30. poznał i wkrótce poślubił Elanie Steinville, modelkę z Académie de la Grande Chaumière. Czas II wojny światowej spędził w ukryciu na południu Francji, po zakończeniu działań wojennych powrócił i do końca życia mieszkał w Paryżu. Podróżował do Włoch, Hiszpanii i Turcji, gdzie również tworzył.